# Lerchea beccariana
Lerchea beccariana là một loài thực vật có hoa trong họ Thiến thảo. Loài này được (Bakh.f.) B.Axelius mô tả khoa học đầu tiên năm 1987.